# Parc Nacional Kruger
El Parc Nacional Kruger és una de les reserves de caça més grans d'Àfrica. Es troba a Sud-àfrica a les províncies de Limpopo i Mpumalanga al nord limita amb Zimbabwe (Parc Nacional de Gonarezhou) i a l'est amb Moçambic (Parc Nacional de Limpopo).Té una extensió total de 19.485 km² i s'estén 360 km de nord a sud i 65 km d'est a oest. La seu central es troba a Skukuza.
Actualment forma part del Parc transfronterer del Gran Limpopo, un parc de la pau que uneix el Parc Nacional Kruger amb el Parc Nacional de Gonarezhou a Zimbabwe, i amb el Parc Nacional de Limpopo, a Moçambic.
Va ser fundat el 31 de maig de 1926. És reserva de la Biosfera segons la UNESCO.
El parc té nou portes principals sota els noms de Paul Kruger Gate, Numbi Gate, Malelane Gate, Crocodile Bridge Gate, Punda Maria Gate, Orpen Gate, Phalaborwa Gate, Phabeni Gate i Pafuri Gate.

## Història
Durant milers d'anys a la zona s'hi van establir societats de caçadors-recol·lectors nòmades. Els europeus hi arribaren a principi del segle xviii.
Paul Kruger el 1898 era president de la República de Transvaal i va fundar aquell any la reserva de caça de Sabi expandida fins a formar el Parc Nacional Kruger el 1926.
Inicialment el parc estava destinat a controlar la caça per tal que no hi disminuïssin els animals.
El 2002, el Parc Nacional Kruger, el Parc Nacional de Gonarezhou de Zimbabwe, i el Parc Nacional de Limpopo de Moçambic es van unir en un parc de la pau anomenat Parc transfronterer del Gran Limpopo.

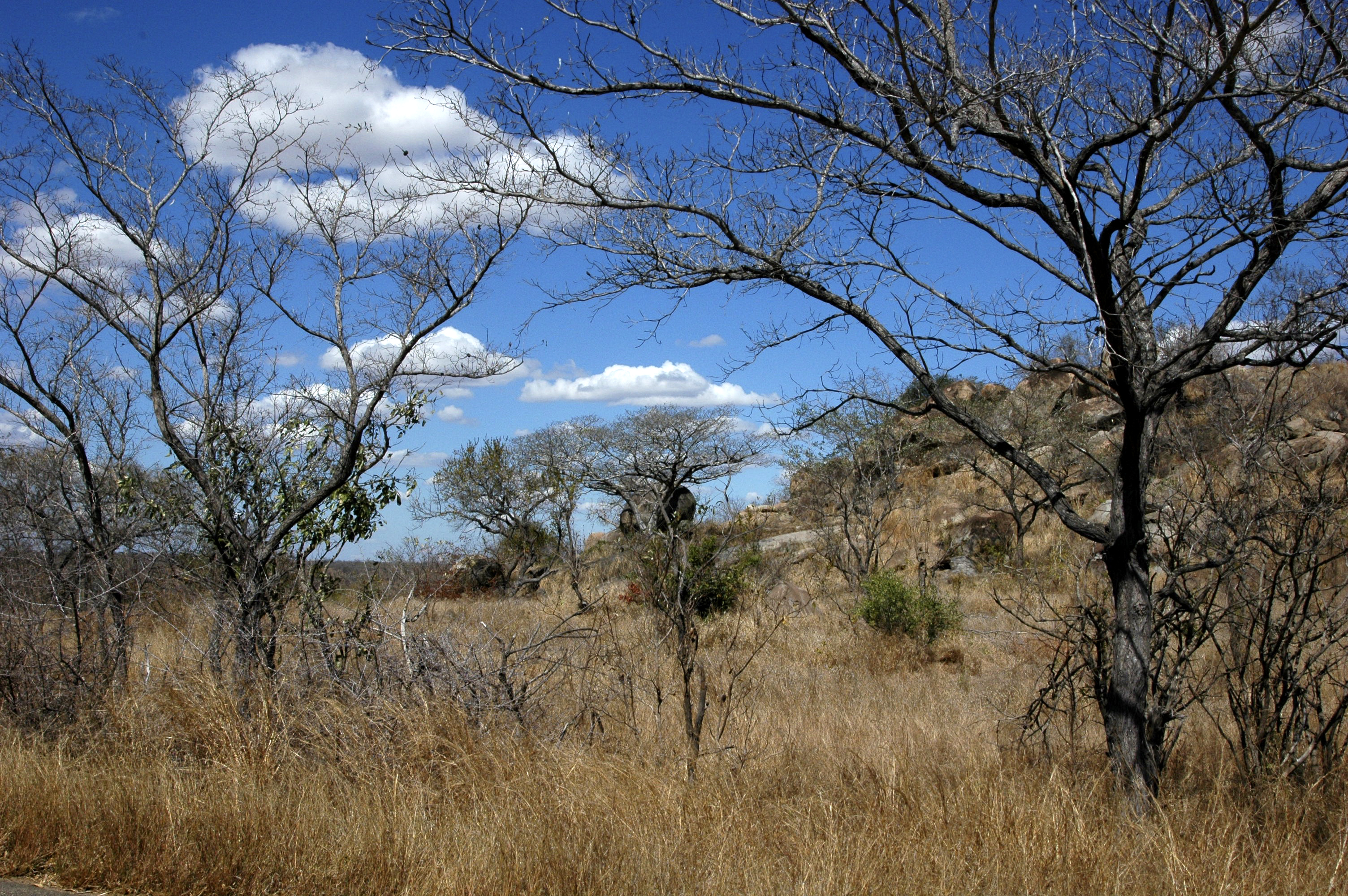
Vista del Parc Nacional Kruger

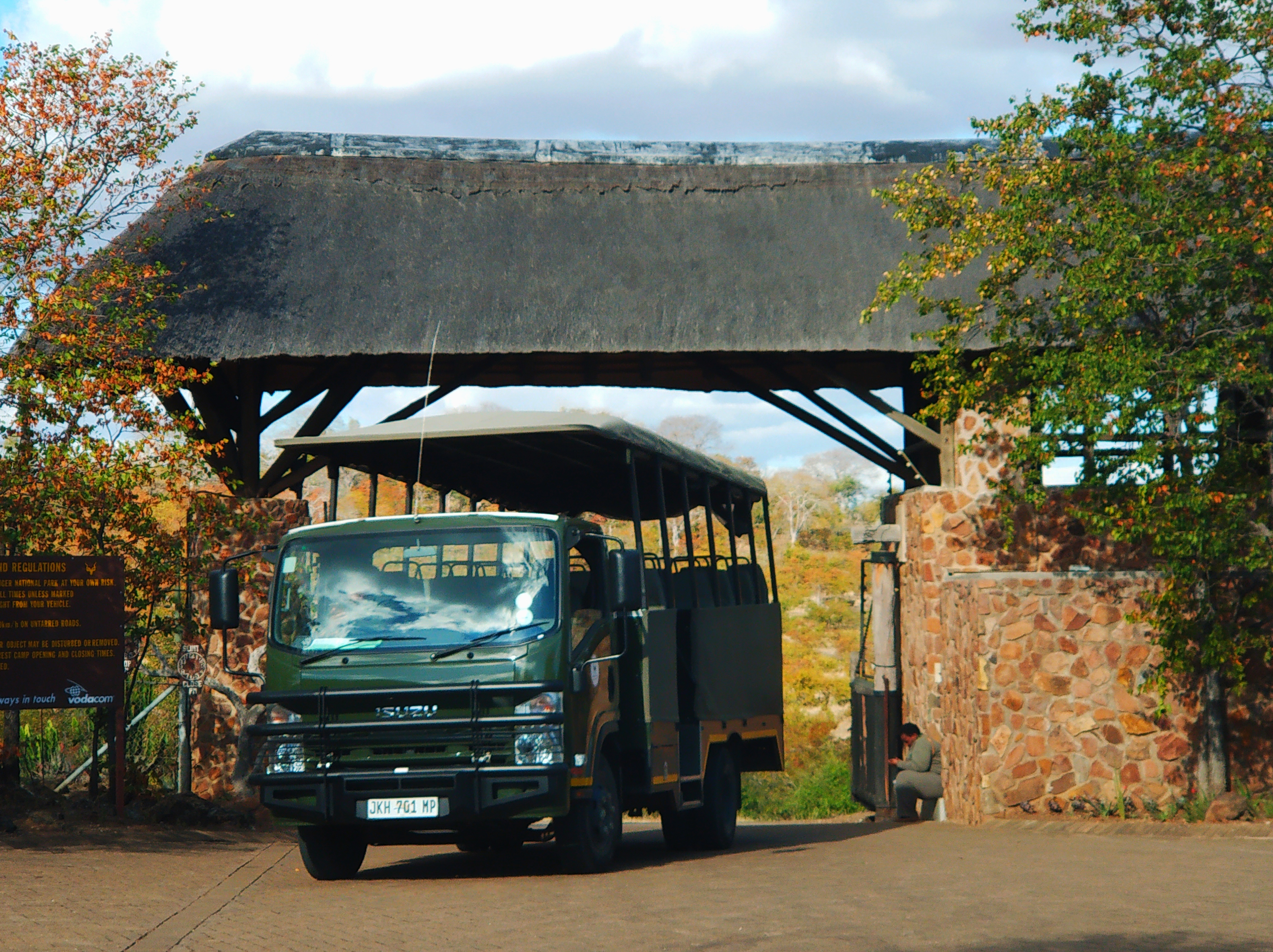
Entrada a un dels campaments del Parc Nacional Kruger

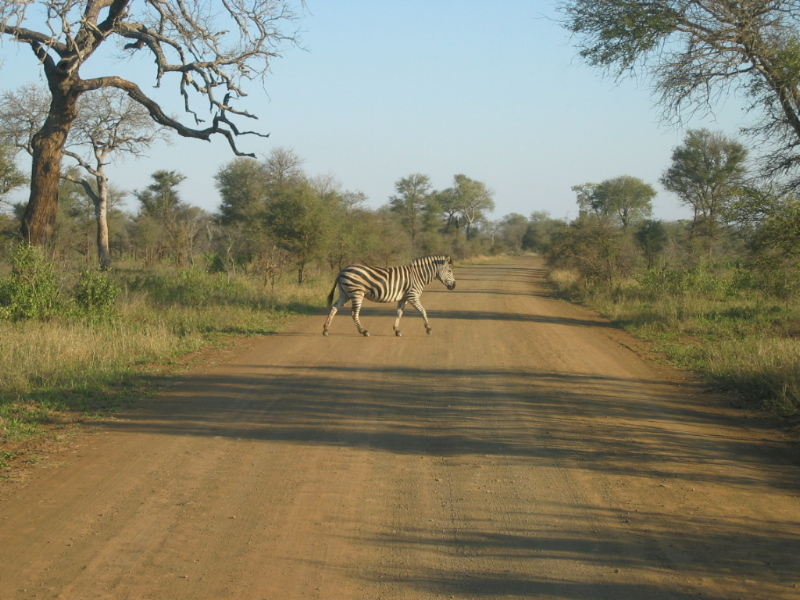
Zebra, Parc Nacional Kruger

## Geografia
Diversos rius atravessen el Parc Kruger el més important és el riu Sabie.

## Clima
Subtropical. Les temperatures de l'estiu ultrapassen sovint els 38 °C i és quan hi ha l'estació humida (de setembre a maig, estiu austral). Per visitar-lo és millor anar-hi a l'estació seca, ja que hi ha poc risc de contraure la malària i les temperatures són més suaus, i a més els animals són més visibles, ja que es reuneixen per anar a beure.

## Flora i fauna

### Plantes
Hi ha sis ecosistemes amb 1.982 espècies de plantes.

### Ocells
De les 517 espècies d'aus ques'hi troben, 253 són residents, 117 no niadores migrants, i 147 nòmades.

### Mamífers
Al Parc s'hi troben els cinc grans mamífers més grossos amb un total de 147 espècies de mamífers, més que en cap altra reserva africana. Hi ha webcams per a observar els animals.
El parc només pot aguantar 8.000 elefants i es va fer servir durant anys la contracepció per evitar naixements.
El Gos salvatge africà està en perill d'extinció i al Kruger n'hi ha una part important del total.
Al parc hi ha emmagatzemades 48 tones d'ívori d'ullals d'elefants i segons els acords internacional en pot vendre 30 tones.
| Especies         | Comptab. | Especies            | Comptab.       |
| ---------------- | -------- | ------------------- | -------------- |
| Búfal africà     | 27.000   | Gos salvatge africà | 150            |
| Rinoceront negre | 350      | Rinoceront blanc    | 7.000 a 12.000 |
| Zebra            | 17.797   | Antílop jeroglífic  | 500            |
| Guepard          | 120      | Eland               | Més de 300     |
| Girafa           | 5.114    | Cudú gros           | 5.798          |
| Hippopotamus     | 3,000    | Lleó                | 2,800          |
| Guepard          | 2.000    | Hiena tacada        | 2.000          |
| Elefant          | 11.672   | Antílop aquàtic     | 5.000          |
| Nyu blau         | 9.612    | Impala              | 150.000        |

### Rèptils
N'hi ha 114 espècies amb 3.000 cocodrils.